# Antarctomysis ohlinii
Antarctomysis ohlinii är en kräftdjursart som beskrevs av Hansen 1908. Antarctomysis ohlinii ingår i släktet Antarctomysis och familjen Mysidae. Inga underarter finns listade i Catalogue of Life.